# あいか (アイドル)
あいか（1991年10月1日 - ）は、日本の元グラビアアイドル、女優。千葉県出身。パールハーバープロダクション所属。

## 略歴
2006年に前事務所ピー・ビー・ビーに所属し、講談社『別冊フレンド』のCM出演でデビュー。
2007年より、本格的にグラビア誌に進出。同年、ミスサイパン2007のグランプリ受賞。ミスマガジン2007にエントリーし、ファイナリストに選出され、「ミスヤングマガジン」を受賞。
同年7月15日、池袋サンシャインシティ噴水広場にて、ミスマガジン2007のお披露目イベントが行われた。同イベント内では先輩ミスマガジンから、ミスマガジンのユニフォームが渡され、正式にミスマガジンフットサルチームに加入した。背番号は24番。

## 作品

### 映像作品
1. ハジメテノあいか（2007年4月20日、竹書房）
2. ミスマガジン2007（2007年10月24日、バップ）
3. aika15（2008年1月25日、エアーコントロール）
4. Angel Kiss ～あいかもね～（2009年9月19日、トリコ）
5. あい果実（2010年9月20日、ラインコミュニケーションズ）
6. SWINUTION（2011年2月19日、トリコ）

### 写真集
- ハジメテノあいか（2007年5月、竹書房）

## 出演

### 映画
- 想い出の渚（2007年4月公開）- ナナ 役
- URAHARA（2008年3月15日公開）- 工藤純子 役
- ひぐらしのなく頃に（2008年5月10日公開） - 古手梨花 役
- 聖白百合騎士団（2009年5月9日公開、監督：田渕寿雄） - 山田幸子 役
- ひぐらしのなく頃に 誓（2009年4月18日公開） - 古手梨花 役
- オセロ道（2009年） - 永井樹里 役
- 逢えてよかった（2010年） - 村瀬美希 役

### テレビドラマ
- キャットストリート 第2話（2008年9月、NHK）
- 僕の秘密★兵器 第7話（2009年11月、メ〜テレ） - 富永レイ 役
- 熱いぞ!猫ヶ谷!! 第6話（2010年11月、メ〜テレ） - 中宿アリス 役
- 平清盛第8話　(2012年2月26日、NHK）- 平家盛に思いを寄せる公家の娘

### 舞台
- K.B.S.Project act.07「Benkei -静恋の涙-」（2009年6月25日 - 28日、築地本願寺ブディストホール） - お安 役
- フライングパイレーツ〜ネバーランド漂流記（2010年4月8日 - 11日、銀座みゆき館劇場） - ティンカーベル 役 ※4月11日ゲスト出演
- イナズマイレブン（2010年9月4日 - 12日、東京ドームシティ シアターGロッソ） - 音無春奈 役
- もしかも！（2010年11月5日 - 11日、新宿シアターブラッツ） - 皆峰美波 役

### CM
- 別冊フレンド（2006年10月 - 、講談社）
- ANA 旅ガール（No12千葉県代表）